# Lucien Lizé
Lucien Zacharie Marie Lizé (Angers, 25 febbraio 1864 – Galliera Veneta, 5 gennaio 1918) è stato un generale francese, che come ufficiale coloniale di artiglieria prese parte alla conquista del Tonchino, e poi prestò servizio in vari possedimenti come Madagascar, La Réunion, Guadalupa e Antille.
Durante la prima guerra mondiale si distinse come comandante di artiglieria a livello di armata, partecipando alla battaglia della Somme, a quella di Verdun e all'Offensiva Nivelle. Nel novembre 1917 fu mandato in Italia come comandante dell'artiglieria della Xe Armée, inviata in aiuto al Regio Esercito dopo la disfatta di Caporetto. Il suo nome è scritto sul monumento Généraux morts au Champ d'Honneur 1914-1918 situato presso La cattedrale di San Luigi degli Invalidi nell'Hôtel des Invalides di Parigi.

## Biografia
Nacque ad Angers il 25 febbraio 1864, figlio di Joseph Zacharie e di Renée Marie Lefort. 
Arruolatosi nell'Armée de terre entrò come allievo all'École Polytechnique di Parigi il 1 ottobre 1882 con il grado di sottotenente, assegnato all’arma di artiglieria. Con il grado di tenente, il 1 ottobre 1886, entrò in servizio nel Reggimento d’artiglieria della marina. Imbarcato sul L'Amerique effettuò una prima campagna nel Tonchino dal 29 dicembre 1887 al 4 febbraio 1888. Il 3 settembre 1889 rimase gravemente ferito nel combattimento di Tuong Lam, mentre prestava servizio nel 4º Reggimento de fucilieri tonchinesi e il 31 ottobre successivo venne insignito della croce di cavaliere dell’Ordine della Legion d’onore e citato all'Ordine del giorno della 2ª Brigata.
Tra il 25 febbraio e il 6 aprile 1890 prestò servizio sul Colombo, e al suo ritorno in Francia fu nominato ufficiale d’ordinanza del generale Bourdiaux. Dal 20 novembre 1890 al 16 gennaio 1891 prestò servizio in Senegal, venendo promosso capitano il 21 febbraio successivo. Partecipò in seguito a numerose campagne in Madagascar (12 agosto - 16 settembre), sull'isola de La Réunion (17 settembre - 11 ottobre), e in Nuova Caledonia (12 ottobre - 31 dicembre 1891). Il 20 giugno 1892 sposò ad Angers la signorina Alice Adrienne Lucie Safflage, da cui ebbe tre figli.  Assegnato allo Stato maggiore della Brigata di fanteria di marina (1 ottobre 1893 - 10 aprile 1894), fu poi trasferito, come comandante dei servizi, allo Stato maggiore dell’esercito in Guadalupa. Raggiunto il 2º Reggimento artiglieria di marina, fu nominato professore presso la Scuola militare d’artiglieria (École militaire d’artillerie), e il 22 agosto 1899 divenne ufficiale d’ordinanza del generale Dutay, e promosso maggiore assunse le funzioni di Ispettore generale dell’artiglieria per il gruppo dell'Africa e delle Antille. Qualche mese dopo fu nominato direttore del parco d’artiglieria di Tananarive, in Madagascar, dove rimase dal 21 giugno 1901 al 14 agosto 1903. Il 14 settembre seguente iniziò a frequentare i corsi presso la Scuola di applicazione del genio e dell’artiglieria di Fontainebleau, assumendo poi, il 24 giugno 1906, il comando del 1º Reggimento d’artiglieria coloniale con il grado di tenente colonnello. Il 3 febbraio 1907 partì per la Cocincina come direttore del parco d'artiglieria, partecipando, dal 29 dicembre 1907 al 7 aprile 1909, alle operazioni in Tonchino. Ufficiale della Legion d’onore dal 14 aprile 1911, fu promosso colonnello l’anno seguente.
. 
All’atto dello scoppio della prima guerra mondiale comandava l'artiglieria della 73ª Divisione di stanza a Toul. Combatte durante la battaglia delle frontiere, venendo poi promosso generale di brigata. Il 12 aprile 1915 fu promosso al comando dell’artiglieria della VIe Armée, che aveva Quartier generale a Boves, poco distante da Amiens. Si distinse durante la battaglia della Somme e in quella di Verdun, e il 15 ottobre 1916 fu decorato con la croce di commendatore dell'Ordine della Legion d'onore. Il 5 gennaio 1917 assunse il comando dell'artiglieria della Xe Armée del generale Denis Auguste Duchêne, posizionata in riserva delle truppe che dovevano sferrare l'attacco sullo Chemin des Dames. Nel mese di novembre l'armata fu inviata in Italia in aiuto al Regio Esercito che si trovava in difficoltà dopo la disfatta di Caporetto. Il 5 dicembre 1917 lo stato maggiore dell'Artiglieria della Xa Armata prende posizioni in Castelfranco Veneto. Gravemente ferito durante un bombardamento aereo sul Quartier generale francese a Castelfranco Veneto, il 5 dicembre alle ore 5:10, mentre si apprestava a raggiungere un rifugio antiaereo, fu ricoverato presso l'Hôpital d'évacuation 38 di Galliera alle 9:35, dove si spense il 5 gennaio 1918. Citato all’ordine del giorno dell’esercito, due giorni dopo fu seppellito nel locale cimitero militare. Qualche tempo dopo fu promosso generale di divisione a titolo postumo. Il suo nome è scritto sul monumento ai Généraux morts au Champ d'Honneur 1914-1918 sito nella Cattedrale di San Luigi degli Invalidi dell'Hôtel des Invalides di Parigi..

### Annotazioni
1. ↑  Si trattava di Villa Demicheli (ex Cappello-Imperiale).
2. ↑  Con la seguente motivazione: Officier général de grande valeur, qui, dans le commandement de l'artillerie de deux armées, a fait preuve d'une activité, d'un esprit d'organisation et de méthode, et d'une compétence technique remarquables, se dépensant en personne sans compter, d'ne calme imperturbable sous le feu. A pris une part longue lutte du Chemin-des-Dames, d'avril à octobre 1917, et largement contribué au succès des opérations. Tué en Italie, à son poste de commandement, le 5 janvier 1918.

### Fonti
1. 1 2 3 4  Edmond Bouat,  Général Edmond Buat (1914-1923), Perrin, Paris, 2015.
2. 1 2  Relevé du mémorial des généraux 1914-1918, Hôtel des Invalides.
3. 1 2 3 4 5 6 7  Journal de marches et operations du l'Etat Major del l'artillierie de la Xe Armée pendant le periode du 29 octobre 1917 au 13 septembre 1918

Guerre de 1914-1918. Tableau d'Honeur 1919, p. 599
4. 1 2 3 4 5 6 7 8 9 10 11 12 13 14 15 16 17 18 19 20 21 22  Laurent Guillemot, La Liste de Foch: Les 42 Généraux morts au champ d'honneur, Éditions de Fallois, Paris, 2017.